# Conselho Deliberativo de Política do Café
O Conselho Deliberativo de Políticas do Café (CDPC) é uma entidade do Governo do Brasil, vinculado ao Ministério da Agricultura, Pecuária e Abastecimento (MAPA), criado após a extinção do Instituto Brasileiro do Café, pelo Decreto 2047 de 1996.
O Conselho é o organismo responsável pelo gerenciamento das políticas públicas do café, no âmbito de produção, comercialização, exportação e marketing. É presidido pelo Ministro da Agricultura, Pecuária e Abastecimento.